# 라마 9세 슈퍼 타워
라마 9세 슈퍼 타워(태국어: พระราม 9 ซุปเปอร์ ทาวเวอร์, 영어: Rama IX Super Tower)는 태국 방콕에 보류 중인 초고층 건물이다. 동남아시아에 위치한 건물이므로, 최고 125층 및 높이의 615m의 규모이다.

## 같이 보기
- 100층 이상의 마천루 목록
- 마천루 목록
- 태국의 마천루 목록